# Len
 For alternative betydninger, se Len (flertydig). (Se også artikler, som begynder med Len)
Et len var fra middelalderen og renæssancen et landområde, som kongen overlod en lensmand at forvalte mod modydelser. Lensvæsenet menes at være opstået omkring det 8. – 10. århundrede i Frankrig, men i Danmark opstod det først på Valdemar Sejrs tid. Lensmanden var kongens repræsentant i området og havde den øverste militære og civile myndighed. I 1660 blev de danske len omdannet til amter (Danmarks amter (1662-1793)).

## Lensregnskaber
Lensmanden skulle årligt aflægge et lensregnskab:
- det egentlige regnskab med bilag
- en jordebog omfattende fæstere på krongods opgjort sognevis og byvis med angivelse af de enkelte fæsteres landgilde, desuden selvejere men ikke fæstere under private godser
- et skattemandtal i forbindelse med indtægter fra ekstraordinære skatter og omfattende alle skatteydere

Selve lensregnskabet var som regel opbygget, så det begyndte med kassebeholdningen ved slutningen af forrige regnskabsår. Derefter fulgte de "visse" eller ordinære indkomster: landgilde fra gårdmænd og husmænd, afgifter fra selvejere og gejstlige indkomster. Så fulgte de "uvisse" indkomster: indfæstning (når nye fæstere overtog en ejendom), førlov (godtgørelse hvis nogen bosat ønskede at forlade stedet i utide), husbondhold, sagefald og bøder. Sidst kom udgifter til indkøbte varer, indkomster fra salg af varer, overdragelser fra andre slotte, udbyttet fra den kongelige ladegård med mere. Efter sammentælling af indkomsterne fulgte en oversigt over udgifterne: løn og kost til lensmanden og slottets folk, udgifter vedrørende byggeri og vedligeholdelse af ejendom, udgifter til indkøbte varer, oversigt over solgte varer med mere. Efter sammentælling af udgifterne skete en opgørelse af årets nettoresultat.
Overskud i penge fremsendtes til rentekammeret, mens overskud i varer forblev som beholdning.

## Typer af len
Der var forskellige lenstyper:
- Pantelen. Som betaling for en kredit. Her overlod kongen lenets indtægter til en kreditor som afbetaling af et pengelån.
- Afgiftslen. Hvor kongen fik en fast afgift og lensmanden beholdt resten af indtægterne.
- Tjenestelen. Lensmanden skulle være parat til at stille med en militær styrke til kongen som betaling, mens lenets indtægter tilfaldt lensmanden.
- Regnskabs- eller fadeburslen, hvor lensmanden var på fast løn mod, at indtægterne tilfaldt kongen. Det var den mest rentable model for kongemagten.
- Fyrstelen, der ofte tilfaldt kongens familie (herunder også livgeding).

Der var ikke tale om arvelighed, med mindre det var pantelen, der løb til pantet var indfriet, så det var på mange måder gunstigt for en lensmand at låne kongen penge, da han sjældent var i stand til at betale tilbage. På den måde kunne lensmanden sikre lenet til næste generation. Ordet len fik en ny betydning, da kong Christian 5. ved forordning af 1671 gav mulighed for at adelige, der ejede jord, kunne oprette grevskaber og baronier og få titel af henholdsvis lensgreve eller lensbaron. Efter tysk forbillede blev Sønderjylland i 1200-tallet forlenet til de slesvigske hertuger (et arvelig fyrstelen). Hertugdømmet Slesvig var indtil de slesvigske krige i 1800-tallet et dansk len (konge- og rigslen), ligesom Hertugdømmet Holsten var et tysk len.